# تاكوتو هيراكاوا
تاكوتو هيراكاوا (باليابانية: 平川 拓斗) (مواليد 23 أبريل 2003) هو لاعب كرة قدم ياباني.

## وصلات خارجية
- تاكوتو هيراكاوا على موقع رابطة كرة القدم اليابانية للمحترفين (اليابانية)
- تاكوتو هيراكاوا على موقع Soccerway.com (الإنجليزية)
- تاكوتو هيراكاوا على موقع عالم كرة القدم.نت (الإنجليزية)